# Les Automnales (Genève)
 (mai 2018).
Si vous disposez d'ouvrages ou d'articles de référence ou si vous connaissez des sites web de qualité traitant du thème abordé ici, merci de compléter l'article en donnant les références utiles à sa vérifiabilité et en les liant à la section « Notes et références ».
Les Automnales est une foire qui se passe à Genève. Cet événement se déroule à Palexpo. Les Automnales dure environ dix jours au mois de Novembre. Il y a aussi des animations, des ateliers, des jeux, des spectacles, des initiations, des démonstrations.

## Historique
Les Automnales remplace depuis 2008 la foire de Genève qui avait vu baisser son nombre de participants. Sa dixième édition (2018) a vu 140'000 personnes la visiter.